# شیرو هاماگوچی
شیرو هاماگوچی (انگلیسی: Shirō Hamaguchi؛ زادهٔ ۱۹ نوامبر ۱۹۶۹) موسیقی‌دان اهل ژاپن است.